# Massakern i Bisbee

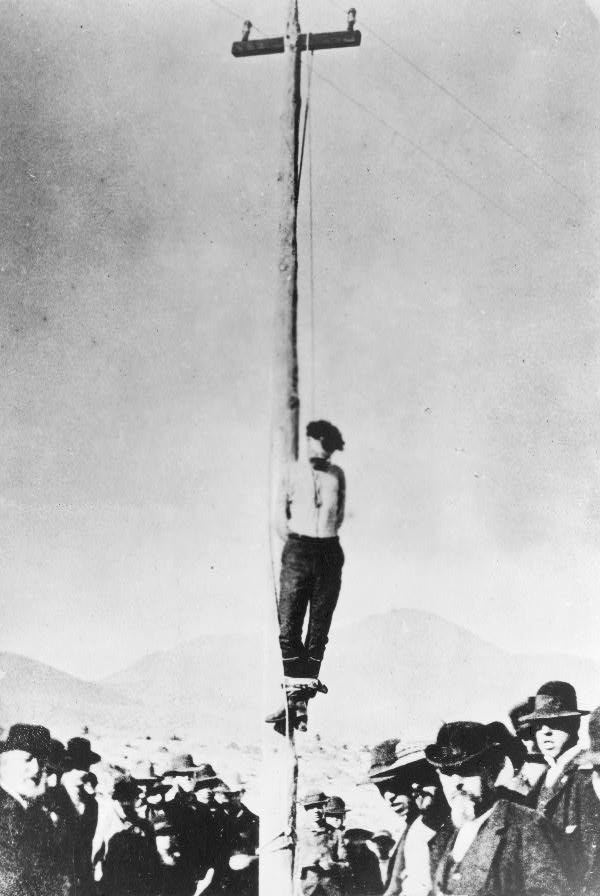
Lynchningen av John Heath den 2 februari 1884.

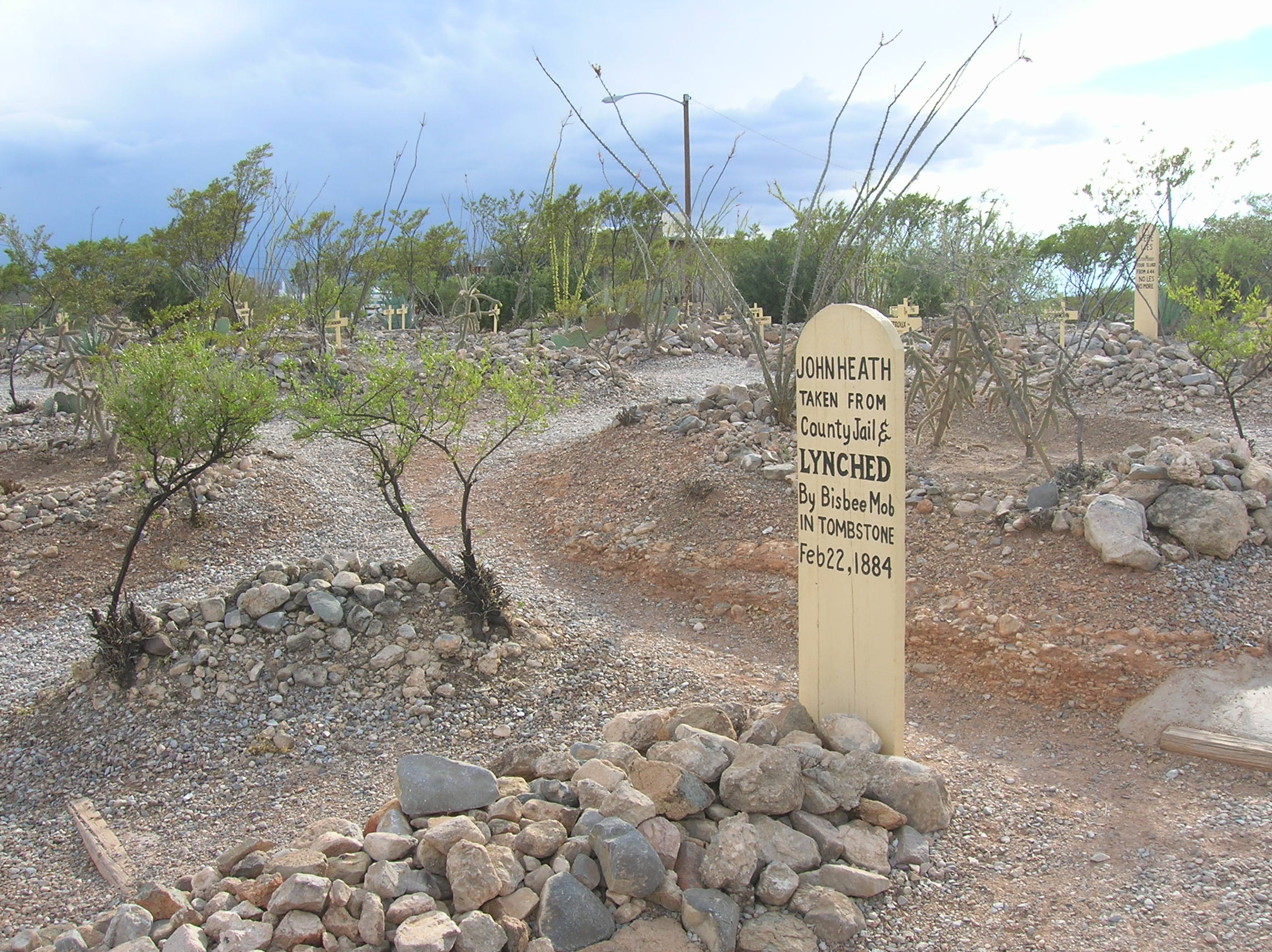
John Heaths grav på Boot Hill kyrkogård i Tombstone, Arizona.

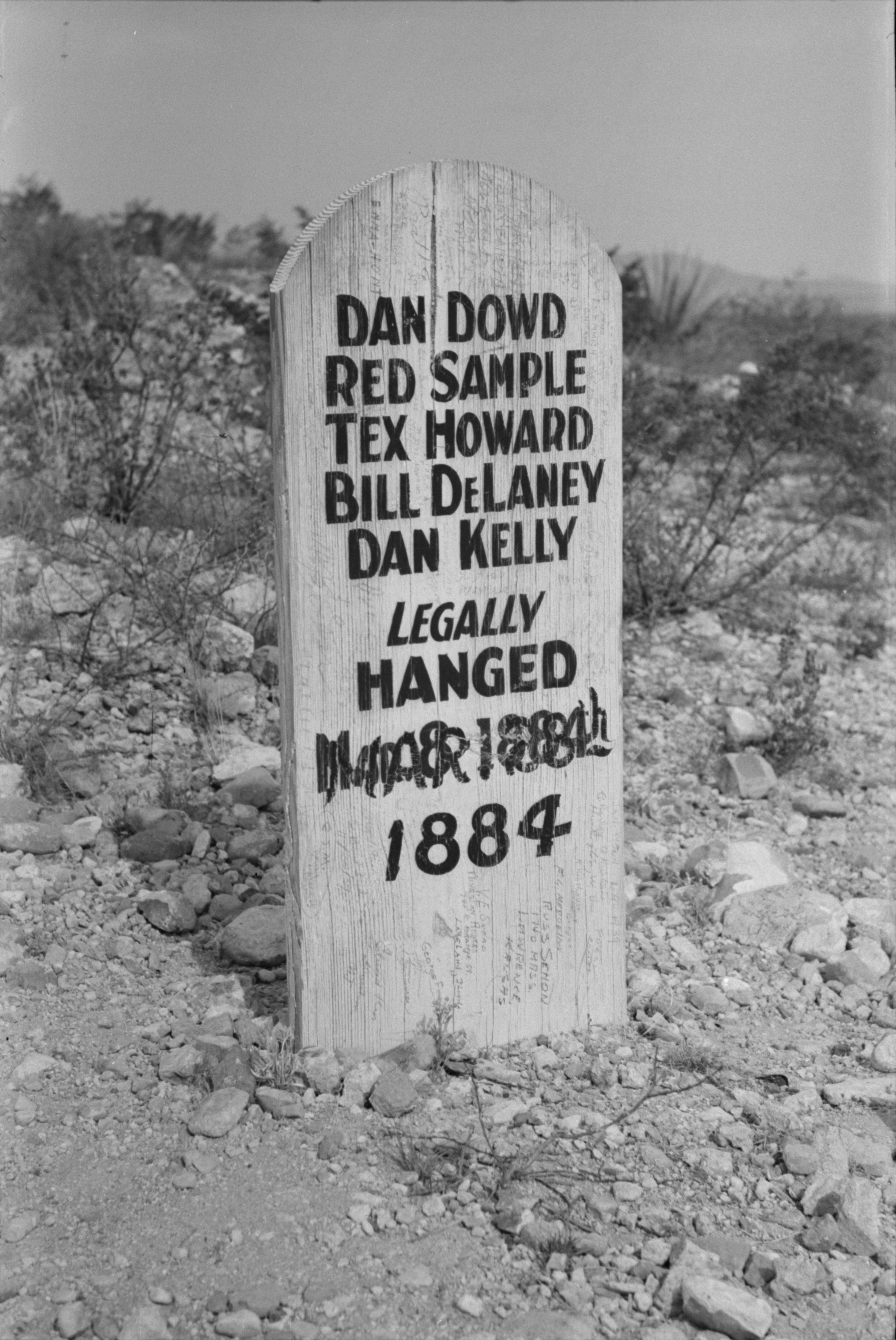
Fem dömda banditernas grav på Boot Hill kyrkogård, i Tombstone, Arizona.

Massakern i Bisbee ägde rum i Bisbee, Arizona den 8 december 1883. 
Ett gäng banditer rånade en handelsbod i Bisbee och dödade fyra personer. Bland de dödade var sheriffen Tom Smith och en gravid kvinna.
Fem män dömdes för morden och hängdes den 28 mars 1884 i Tombstone. John Heath, som planerade rånet, dömdes i en separat rättegång till livstids fängelse. En uppretad folkmassa tog Heath från fängelset den 22 februari 1884 och lynchade honom. De fem avrättade banditerna är begravda på Boot Hill, som är ett populärt turistmål.